# جعفرقلی صدری

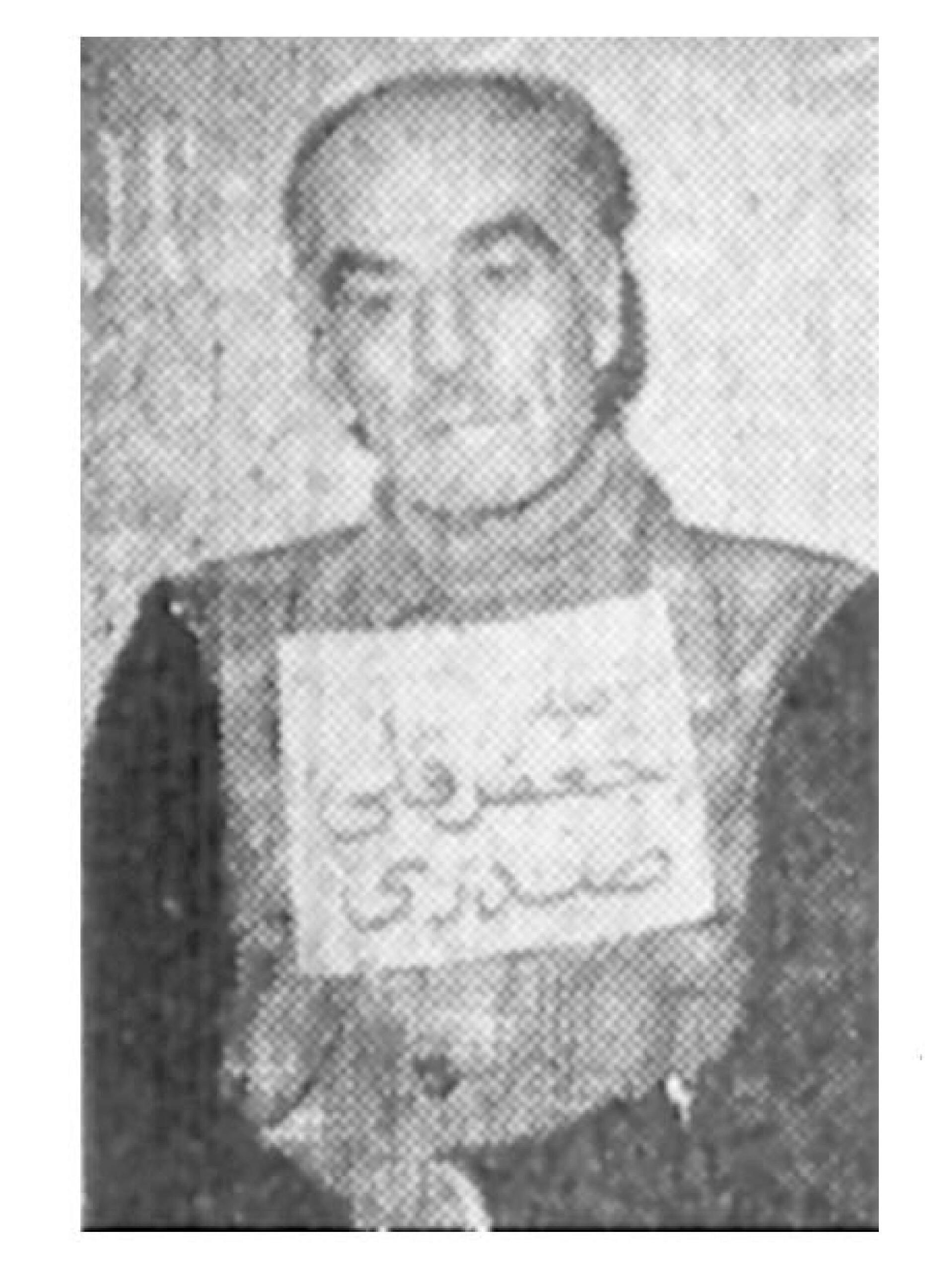
سپهبد جعفر قلی صدری روزنامهٔ اطلاعات ۱۹ اسفند ۱۳۵۷ (‏۱۰ مارس ۱۹۷۹‏)

جعفر قلی صدری (زادهٔ ۱۲۹۰ اصفهان – درگذشته ۱۷ اسفند ۱۳۵۷ زندان قصر) سپهبد ارتش شاهنشاهی ایران بود، که در فاصله سال‌های ۱۳۴۹ تا ۱۳۵۱ ریاست شهربانی کل کشور را برعهده داشت.

## زندگی‌نامه
جعفر قلی صدری فرزند فرج‌الله در سال ۱۲۹۰ خورشیدی در اصفهان زاده شد. او فارغ‌التحصیل دانشگاه جنگ و مسلط به زبان‌های انگلیسی و فرانسوی بود. از سال ۱۳۳۶ تا ۱۳۴۳ فرماندهی منطقه نفت‌خانه مرزی عراق را برعهده داشت و در مهر ماه سال ۱۳۴۳ به درجه سرلشکری رسید و به ژنرال آجودانی شاه منتقل شد. در دوران خدمت نشان‌های لیاقت درجه ۱ و ۲ و ۳ و همچنین نشان‌های افتخار ۱ و ۲ و ۳ و نشان رستاخیز، آذرآبادگان و پاس را دریافت نمود.
از سال ۱۳۴۹ تا ۱۳۵۱ به مدت دو سال ریاست شهربانی را برعهده داشت در ۴ بهمن ماه ۱۳۵۰ توسط شاه همزمان به ریاست کمیته مشترک ضد خرابکاری ساواک و شهربانی منصوب شد. بر اثر اختلافات شدیدش با پرویز ثابتی رئیس ستاد کمیته مشترک که از ساواک بود، در اردیبهشت ۱۳۵۲ از سمت ریاست کمیته مشترک برکنار گردید. وی در ۱ آذر ۱۳۵۲ پس از ۳۸ سال خدمت بازنشسته شد و پس از آن با موافقت شاه یک شرکت حمل و نقل را با مشارکت یکی از کمپانی‌های بزرگ تأسیس نمود.
در آبان ماه سال ۱۳۵۷ شاه برای فرونشاندن خشم انقلابی مردم، در یک اقدام نمایشی وی را به همراه سیزده نفر دیگر، از جمله نصیری، توسط ارتشبد اویسی فرماندار نظامی تهران دستگیر و روانه زندان نمود. او تا وقوع انقلاب ایران (۱۳۵۷) در زندان بود.
جعفرقلی صدری پس از انقلاب توسط دادگاه انقلاب اسلامی محاکمه شد. اتهام‌های وارد شده بر او در کیفرخواست، شامل مواردی چون فساد در ارض، محاربه با خدا و نایب امام، اقدام و قیام علیه حکومت ملی، قتل و کشتار مردم بی گناه، صدور دستور قتل آزادیخواهان، تشکیل کمیته مشترک ضدخرابکاری، برای سرکوب مجاهدین سیاهکل، متزلزل کردن اساس حکومت ملی و شرعی، صدور اعلامیه‌های مکرر مبنی بر دستگیری مبارزان، تعقیب مبارزان و کشتار آنان، ریاست بر شهربانی کشور دو سال (از ۱۳۴۹ تا ۱۳۵۱) بود.
او در ۱۷ اسفند ۱۳۵۷ در زندان قصر اعدام شد و در بهشت زهرا به خاک سپرده شد.